# Bundespreis für Handwerk in der Denkmalpflege
Der Bundespreis für Handwerk in der Denkmalpflege wird seit 1993 von der Deutschen Stiftung Denkmalschutz und dem Zentralverband des Deutschen Handwerks verliehen.
Die mit 15.000 Euro dotierte Auszeichnung wird jährlich in zwei Bundesländern ausgelobt:
- 2006: Hessen und Sachsen
- 2007: Bayern und Thüringen
- 2008: Hamburg und Sachsen-Anhalt
- 2009: Brandenburg und Nordrhein-Westfalen
- 2010: Berlin und Rheinland-Pfalz
- 2011: Baden-Württemberg und Bremen
- 2012: Niedersachsen und Saarland
- 2013: Schleswig-Holstein und Sachsen
- 2014: Mecklenburg-Vorpommern und Hessen
- 2015: Bayern und Sachsen-Anhalt
- 2016: Brandenburg und Thüringen
- 2017: Nordrhein-Westfalen und Berlin
- 2018: Bremen und Rheinland-Pfalz
- 2019: Saarland und Baden-Württemberg
- 2020: Sachsen und Niedersachsen
- 2021: Hessen und Schleswig-Holstein
- 2022: Mecklenburg-Vorpommern und Sachsen-Anhalt
- 2023: Bayern und Hamburg
- 2024: Rheinland-Pfalz und Berlin

Preisverleihungsjahre verteilt auf die 16 Bundesländer:
Baden-Württemberg: 2011 und 2019,
Bayern: 2007, 2015 und 2023,
Berlin: 2010 und 2017,
Brandenburg: 2009, 2016 und 2024, 
Bremen: 2011 und 2018,
Hamburg: 2008 und 2023,
Hessen: 2006, 2014 und 2021,
Mecklenburg-Pommern: 2014 und 2022,
Niedersachsen: 2012 und 2020,
Nordrhein-Westfalen: 2009 und 2017,
Rheinland-Pfalz: 2010 und 2018,
Saarland: 2012 und 2019,
Sachsen: 2006, 2013 und 2020,
Sachsen-Anhalt: 2008, 2015 und 2022,
Schleswig-Holstein: 2013 und 2021, 
Thüringen: 2007, 2016 und 2024.
Bewerbungen können für Baudenkmäler eingereicht werden, die in den vergangenen fünf Jahren von Handwerkern restauriert wurden. Vorschlagsberechtigt sind Bauherren, Handwerker, Architekten und Denkmalpfleger.

## Preisträger
Prämierte Bauwerke finden sich in der Kategorie:Prämiertes Bauwerk (Bundespreis für Handwerk in der Denkmalpflege).